# Isosuo - Kivenholma
Isosuo - Kivenholma este o arie protejată (arie specială de conservare — SAC, sit de importanță comunitară — SCI) din Finlanda întinsă pe o suprafață de 226 ha, integral pe uscat.

## Localizare
Centrul sitului Isosuo - Kivenholma este situat la coordonatele 61°37′02″N 26°24′26″E / 61.6172°N 26.4072°E.

## Înființare
Situl Isosuo - Kivenholma a fost declarat sit de importanță comunitară în august 1998 pentru a proteja 1 specie de animale. Situl a fost protejat și ca arie specială de conservare în aprilie 2015.

## Biodiversitate
Situată în ecoregiunea boreală, aria protejată conține 3 habitate naturale: Turbării active, Taiga vestică, Mlaștini împădurite.
La baza desemnării sitului se află o specie protejată de  mamifere: veveriță zburătoare siberiană (Pteromys volans).
Pe lângă speciile protejate, pe teritoriul sitului au mai fost identificate 3 specii de păsări.